# Unión Soviética en los Juegos Olímpicos de Helsinki 1952
La Unión Soviética estuvo representada en los Juegos Olímpicos de Helsinki 1952 por un total de 295 deportistas que compitieron en 18 deportes.  
El portador de la bandera en la ceremonia de apertura fue el halterófilo Yakov Kutsenko.

## Medallistas
El equipo olímpico soviético obtuvo las siguientes medallas:
| Nombre | Deporte            | Competición                      |
| --- | ------------------ | -------------------------------- |
| Oro |                    |                                  |
| Galina Zybina | Atletismo          | Peso F                           |
| Nina Romashkova | Atletismo          | Disco F                          |
| Viktor Chukarin | Gimnasia artística | Concurso completo ind. M         |
| Viktor Chukarin | Gimnasia artística | Salto de potro M                 |
| Viktor Chukarin | Gimnasia artística | Caballo con arcos M              |
| Jrant Shajinyan | Gimnasia artística | Anillas M                        |
| Viktor Chukarin Jrant Shajinyan Valentin Muratov Yevgueni Korolkov Vladimir Beliakov Iosif Berdiyev Mijail Perelman Dmitri Leonkin                 | Gimnasia artística | Concurso completo por eqs. M     |
| Mariya Gorojovskaya | Gimnasia artística | Concurso completo ind. F         |
| Yekaterina Kalinchuk | Gimnasia artística | Salto de potro F                 |
| Nina Bocharova | Gimnasia artística | Barra de equilibrio F            |
| Mariya Gorojovskaya Nina Bocharova Galina Minaicheva Galina Urbanovich Pelagueya Danilova Galina Shamrai Yekaterina Kalinchuk                      | Gimnasia artística | Concurso completo por eqs. F     |
| Ivan Udodov | Halterofilia       | 60 kg M                          |
| Rafael Chimishkian | Halterofilia       | 60 kg M                          |
| Trofim Lomakin | Halterofilia       | 82,5 kg M                        |
| Boris Gurevich | Lucha grecorromana | 52 kg M                          |
| Yakov Punkin | Lucha grecorromana | 62 kg M                          |
| Shazam Safin | Lucha grecorromana | 67 kg M                          |
| Johannes Kotkas | Lucha grecorromana | +87 kg M                         |
| David Tsimakuridze | Lucha libre        | 79 kg M                          |
| Arsen Mekokishvili | Lucha libre        | +87 kg M                         |
| Yuri Tiukalov | Remo               | Scull ind. (M1x) M               |
| Anatoli Bogdanov | Tiro               | Rifle en tres posiciones 300 m M |
| Plata |                    |                                  |
| Yuri Lituyev | Atletismo          | 400 m vallas M                   |
| Vladimir Kazantsev | Atletismo          | 3000 m obstáculos M              |
| Boris Tokarev Levan Kaliayev Levan Sanadze Vladimir Sujarev                                                                                        | Atletismo          | 4 × 100 m M'                     |
| Leonid Shcherbakov | Atletismo          | Triple salto M                   |
| Mariya Golubnichaya | Atletismo          | 80 m vallas F                    |
| Alexandra Chudina | Atletismo          | Salto de longitud F              |
| Yelizaveta Bagriantseva | Atletismo          | Disco F                          |
| Alexandra Chudina | Atletismo          | Jabalina F                       |
| Equipo | Baloncesto         | Torneo M                         |
| Viktor Mednov | Boxeo              | Superligero (63,5 kg) M          |
| Serguei Shcherbakov | Boxeo              | Wélter (67 kg) M                 |
| Grant Shaguinian | Gimnasia artística | Concurso completo ind. M         |
| Grant Shaguinian | Gimnasia artística | Salto de potro M                 |
| Yevgueni Korolkov | Gimnasia artística | Salto de potro M                 |
| Viktor Chukarin | Gimnasia artística | Anillas M                        |
| Viktor Chukarin | Gimnasia artística | Paralelas M                      |
| Nina Bocharova | Gimnasia artística | Concurso completo ind. F         |
| Mariya Gorojovskaya | Gimnasia artística | Suelo F                          |
| Mariya Gorojovskaya | Gimnasia artística | Salto de potro F                 |
| Mariya Gorojovskaya | Gimnasia artística | Asimétricas F                    |
| Mariya Gorojovskaya | Gimnasia artística | Barra de equilibrio F            |
| Mariya Gorojovskaya Nina Bocharova Galina Minaicheva Galina Urbanovich Pelagueya Danilova Galina Shamrai Medeya Dzhugueli Yekaterina Kalinchuk     | Gimnasia artística | Aparatos portables por eqs. F    |
| Nikolai Saxonov | Halterofilia       | 60 kg M                          |
| Yevgueni Lopatin | Halterofilia       | 67,5 kg M                        |
| Grigori Novak | Halterofilia       | 90 kg M                          |
| Shalva Chijladze | Lucha grecorromana | 87 kg M                          |
| Rashid Mamedbekov | Lucha libre        | 57 kg M                          |
| Gueorgui Zhylin Igor Yemchuk | Remo               | Doble scull (M2x) M              |
| Yevgueni Brago Vladimir Rodimushkin Aleksey Komarov Igor Borisov Slava Amiragov Leonid Gissen Yevgueni Samsonov Vladimir Kryukov Igor Poliakov (t) | Remo               | Ocho con timonel (M8+) M         |
| Boris Andreyev | Tiro               | Rifle en posición tendida 50 m M |
| Bronce |                    |                                  |
| Alexandr Anufriyev | Atletismo          | 10 000 m M                       |
| Bruno Junk | Atletismo          | 10 km marcha M                   |
| Nadezhda Jnykina-Dvalishvili | Atletismo          | 200 m F                          |
| Alexandra Chudina | Atletismo          | Salto de altura F                |
| Klavdiya Tochonova | Atletismo          | Peso F                           |
| Nina Dumbadze | Atletismo          | Disco F                          |
| Yelena Gorchakova | Atletismo          | Jabalina F                       |
| Anatoli Bulakov | Boxeo              | Mosca (51 kg) M                  |
| Guennadi Garbuzov | Boxeo              | Gallo (54 kg) M                  |
| Boris Tishin | Boxeo              | Superwélter (71 kg) M            |
| Anatoli Perov | Boxeo              | Semipesado (81 kg) M             |
| Dmitri Leonkin | Gimnasia artística | Anillas M                        |
| Galina Minaicheva | Gimnasia artística | Salto de potro F                 |
| Arkadi Vorobiov | Halterofilia       | 82,5 kg M                        |
| Artiom Terian | Lucha grecorromana | 57 kg M                          |
| Nikolai Belov | Lucha grecorromana | 79 kg M                          |
| Nina Savina | Piragüismo         | K1 500 m F                       |
| Boris Andreyev | Tiro               | Rifle en tres posiciones 50 m M  |
| Lev Weinstein | Tiro               | Rifle en tres posiciones 300 m M |